# Глава 4: Убежище
«Глава́ 4: Убе́жище» (англ. Chapter 4: Sanctuary) — четвёртый эпизод первого сезона американского телесериала «Мандалорец», действие которого разворачивается в медиафраншизе «Звёздные войны». Эпизод был снят режиссёром Брайс Даллас Ховард по сценарию шоураннера Джона Фавро и выпущен на Disney+ 29 ноября 2019 года. В эпизоде главный герой, роль которого исполняет Педро Паскаль, ищет убежище для себя и «Малыша». Эпизод был номинирован на прайм-таймовую премию «Эмми».

## Сюжет
На Соргане, малонаселённой лесистой болотистой планете, разбойники угрожают поселению фермеров. Вскоре Мандалорец совершает посадку на Соргане, чтобы скрыться от Гильдии вместе с «Малышом». В местной забегаловке они встречают таинственную наёмницу, зовущую себя Карой Дюн (Джина Карано), бывшего члена Альянса повстанцев, оставившего свой пост, которая просит Мандалорца покинуть планету. По возвращении на «Лезвие бритвы» к Мандалорцу приходят два жителя деревни, надеясь убедить его помочь им в борьбе с разбойниками. Он соглашается в обмен на предоставление жилья в деревне и с помощью денег, что жители ему дали, нанимает Дюн, чтобы она помогла ему. Когда они прибывают в деревню, мать-одиночка по имени Омера (Джулия Джонс) впускает их в свой дом и предлагает еду. Дюн и Мандалорец обнаруживают следы в грязи и понимают, что у рейдеров имеются шагоход AT-ST. Дюн уговаривает поселенцев покинуть деревню и найти другие дома, но те отказываются, намереваясь бороться, что одобряет Мандалорец.
Мандалорец и Дюн учат жителей деревни самообороне и устанавливают ловушки для шагоходов. Они приходят в логово захватчиков, чтобы спровоцировать их на нападение. AT-ST преследует их до деревни, но попадает в ловушку. Разбойники-клатуинцы атакуют поселенцев, в то время как шагоход открывает огонь по деревне. Дюн проникает под AT-ST и стреляет в иллюминатор. Шагоход наступает в пруд, начинает тонуть и падает на землю. Мандалорец бросает в кузов термальный детонатор, взрывает его, и рейдеры сбегают в лес. Мир восстановлен, а Малыш играет с другими детьми. Мандалорец сообщает Дюн и Омере о намерении оставить Малыша в деревне, поскольку считает, что здесь его ждёт счастливая жизнь. Тем не менее, наёмник из Гильдии собирается выстрелить в ребёнка из-за деревьев. Прежде чем он успевает это сделать, Дюн стреляет ему в спину. Мандалорец понимает, что Малыш должен оставаться под его защитой, прощается с Омерой и Дюн и покидает деревню.

## Производство

### Разработка
Эпизод был снят режиссёром Брайс Даллас Ховард, которая стала таким образом второй женщиной, срежиссировавшей игровой проект по медиафраншизе «Звёздные войны». По словам Ховард, Джон Фавро и Дэйв Филони дали режиссёрам собственных эпизодов полную творческую свободу. Она сказала, что это удивило её отца, Рона Ховарда, режиссёра фильма «Хан Соло. Звёздные войны: Истории». Сценарий к эпизоду был написан шоураннером сериала Фавро. Фавро ожидал сложностей со съёмками эпизода из-за лесных локаций, воды и техники. Он выбрал Ховард, потому что надеялся на то, что её не пугает сложность работы, и она справится с ней на отлично. Педро Паскаль не смог принять активного участия в съёмках из-за исполнения роли в трагедии «Король Лир» на Бродвее. Дублёры исполнили роль Мандалорца на площадке, в то время как Паскаль озвучил свои реплики на стадии пост-продакшена.
В сцене в забегаловке на «Малыша» агрессивно шипит существо, которое носит название Лот-кот. Представители данной расы появлялись в мультсериале «Звёздные войны: Повстанцы», их родная планета носит название Лотал.

### Подбор актёров
В ноябре 2018 года Джина Карано получила роль Кары Дюн. Роли второго плана в эпизоде исполнили Джулия Джонс (Омера), Айла Фэррис (Винта), Асиф Али (Кабен), Юджин Кордеро (Стоук), Тиффани Томас, Айдреа Уолден и Трула Маркус (сорганские фермеры), а также Сала Бейкер (командир клатуинских разбойников) и Ида Дарвиш (хозяин ресторана). Брендан Уэйн и Латиф Кроудер указаны в титрах как дублёры Мандалорца. Уэйн работал в непосредственной близости с Паскалем для роли. Барри Лоуин указан как дополнительный дублёр Манадлорца, в то время как Эми Стюрдивант и Лорен Мэри Ким — как дублёры Кары Дюн и Омеры соответственно. Роль «Малыша» была исполнена различными постановщиками.

### Музыка
Людвиг Йоранссон написал музыкальное сопровождение для эпизода. Альбом с саундтреком был выпущен 29 ноября 2019 года.
| №                   | Название              | Длительность |
| ------------------- | --------------------- | ------------ |
| 1.                  | «The Ponds of Sorgan» | 3:09         |
| 2.                  | «Off the Grid»        | 1:47         |
| 3.                  | «Can I Feed Him?»     | 3:34         |
| 4.                  | «Training the Plebs»  | 3:10         |
| 5.                  | «Camp Attack»         | 2:22         |
| 6.                  | «Spirit of the Woods» | 5:10         |
| 7.                  | «Stay»                | 2:21         |
| 8.                  | «Mando Says Goodbye»  | 1:20         |
| Общая длительность: | Общая длительность:   | 22:53        |

## Реакция
На сайте Rotten Tomatoes эпизод имеет рейтинг 88 % со средним баллом 7.38 / 10, основанный на 25 отзывах. Консенсус критиков гласит: «Под эгидой режиссёра Брайс Даллас Ховард „Убежище“ концентрирует меньше внимания на масштабном действии, чтобы изучить личность персонажа, раскрывая чувство человечности, таящееся под бронёй „Мандалорца“.».

### Награды
Эпизод был номинирован на прайм-таймовую премию «Эмми» в категории «Лучший монтаж в однокамерном драматическом сериале», но проиграл эпизоду «Это не для слёз» сериала «Наследники».